# Mukorpepsin
Mukorpepsin (EC 3.4.23.23,  renin, Mucor aspartinska proteinaza,  kiselinska proteinaza,  kiselinska proteaza,  aspartinsk proteinaza, Mucor miehei aspartinska proteaza,  aspartinska proteinaza, Mucor pusillus emporaza, Fromase 100, Mucor pusillus renin, Fromase 46TL, Mucor miehei renin) je enzim. Ovaj enzim katalizuje sledeću hemijsku reakciju
Hidroliza proteina, sa preferencijom za hidrofobne ostatke u P1 i P1'. Dolazi do zgrušavanja mleka. Ne dolazi do reakcije sa Lys u P1, i stoga ne dolazi do aktivacije tripsinogena
Ovaj enzim je prisutan u gljivama Mucor pusillus i M. miehei.

## Literatura
- Nicholas C. Price; Lewis Stevens (1999). Fundamentals of Enzymology: The Cell and Molecular Biology of Catalytic Proteins (Third изд.). USA: Oxford University Press. ISBN 019850229X.
- Eric J. Toone (2006). Advances in Enzymology and Related Areas of Molecular Biology, Protein Evolution (Volume 75 изд.). Wiley-Interscience. ISBN 0471205036.
- Branden C; Tooze J. Introduction to Protein Structure. New York, NY: Garland Publishing. ISBN 0-8153-2305-0.
- Irwin H. Segel. Enzyme Kinetics: Behavior and Analysis of Rapid Equilibrium and Steady-State Enzyme Systems (Book 44 изд.). Wiley Classics Library. ISBN 0471303097.

## Spoljašnje veze
- Mucorpepsin на 